# Vicari
Vicari ist eine Stadt der Metropolitanstadt Palermo in der Region Sizilien in Italien mit 2389 Einwohnern (Stand 31. Dezember 2023).

## Lage und Daten
Vicari liegt 56 km südöstlich von Palermo. Die Einwohner arbeiten hauptsächlich in der Landwirtschaft und in der Industrie (Produktion von Beton).
Die Nachbargemeinden sind Caccamo, Campofelice di Fitalia, Ciminna, Lercara Friddi, Prizzi und Roccapalumba.

## Geschichte
Der Ort ist seit der arabischen Herrschaft über Sizilien bekannt. Anfang des 11. Jahrhunderts wurde hier ein Kastell gebaut.

## Sehenswürdigkeiten
- Ruine des Kastells der Normannen
- Pfarrkirche San Georg, erbaut zu normannischer Zeit, im Zeitalter des Barocks renoviert